# Cynthia Bendlin
Cynthia Bendlin ist eine paraguayische Aktivistin gegen den Menschenhandel. Als Managerin einer Informationskampagne der Internationalen Organisation für Migration gegen Menschenhandel im Dreiländereck zwischen Argentinien, Brasilien und Paraguay wurde sie im Jahr 2008 mit dem „International Women of Courage Award“ (IWOC) des Außenministeriums der Vereinigten Staaten ausgezeichnet.
Aufgrund ihrer Arbeit war sie Morddrohungen ausgesetzt und musste ihren Arbeitsplatz verlagern.